# Pteromalus mutia
Pteromalus mutia är en stekelart som beskrevs av Walker 1839. Pteromalus mutia ingår i släktet Pteromalus och familjen puppglanssteklar. Inga underarter finns listade i Catalogue of Life.